# Words for the Dying (film)
Words for the Dying je americký dokumentární film z roku 1990. Film natočil režisér Rob Nilsson. Vznikal převážně v Moskvě, kde sledoval hudebníky Johna Calea a Briana Ena při práci na albu Words for the Dying prvního z nich (druhý byl producentem nahrávky). Části filmu byly natočeny v Caleově rodném Walesu a později v Londýně, kde se dokončovaly vokální party. Film rovněž přibližuje vztah dvou hudebníků, stejně jako vztah Calea se svou matkou. Sám Brian Eno natáčení filmu odmítal. Hlavně se však zaměřuje na Calea, který se ve snímku například setkal s mladými ruskými kapelami. V roce 2008 byl film vydán na DVD (Provocateur Pictures) a jako bonus obsahoval rozhovor s režisérem. Snímek byl původně natáčen barevně, v post-produkci byl však záznam přepracován na černobílý film.

## Recenze
- Noel Murray, The A.V. Club (B)[9]
- Bill Gibron, PopMatters [7]
- Evan Sawdey, PopMatters [5]
- Jeffrey M. Anderson, Combustible Celluloid [10]